# Flaga Galicji
Flaga Galicji – flaga w formie prostokątnego pasa tkaniny o proporcjach 2:3, barwy białej z biegnącym ukośnie błękitnym pasem i umieszczonym w centrum  herbem Galicji, stanowiąca jeden z symboli tej hiszpańskiej tzw. wspólnoty autonomicznej. 
Flaga w tej formie została przyjęta 5 maja 1984 roku.
Niekiedy używana jest wersja flagi pozbawiona herbu.

## Symbolika
Biel i błękit są barwami Najświętszej Marii Panny. Powszechnie uważa się, że wzór flagi zapożyczono z bandery miasta portowego A Coruña. 
Znajdujące się w herbie kielich mszalny i hostia są dodatkowym podkreśleniem chrześcijaństwa. Hostia jest szara, ponieważ w heraldyce biel oznacza srebro. Herb wieńczy korona królewska przypominająca, że monarcha jest pomazańcem Bożym.

## Inne flagi związane zGalicją

odmiana flagi pozbawiona herbu
flaga Królestwa Galicji
Estreleira - flaga Galicji pozbawiona elementów związanych z chrześcijaństwem, które zastąpiono czerwoną gwiazdą, używana przez lewicowych nacjonalistów galicyjskich
rekonstruowana flaga Królestwa Swebów - wczesnośredniowiecznego państwa obejmującego Galicję i część Portugalii